# Джейехерис I Таргариен
Джейехерис I Таргариен (другой вариант написания имени — Джейхерис) — персонаж вымышленного мира, изображённого в серии книг «Песнь Льда и Огня» Джорджа Мартина, король Вестероса из валирийской династии Таргариенов. Один из главных героев книги «Пламя и кровь», персонаж сериала «Дом Дракона».

## Биография
Согласно Мартину, Джейехерис I принадлежал к королевской династии Таргариенов, которая правила в Вестеросе. Он был третьим сыном короля Эйениса I, внуком Эйегона I Завоевателя и его сестры-жены Рейенис. После смерти Эйениса Железный трон занял его единокровный брат Мейегор Жестокий. Старший брат Джейехериса Эйегон позже поднял мятеж и погиб, второй брат, Визерис, умер под пытками. Джейехерис некоторое время был заложником в Королевской Гавани, однако вскоре бежал из столицы под защиту лорда Штормового Предела Робара Баратеона и поклялся свергнуть дядю. До решающего столкновения Мейегор погиб при неясных обстоятельствах, так что Джейхерис получил власть мирным путём. Он правил более полувека (48—103 годы от Завоевания Эйегона) и за это время добился мира и процветания в Семи Королевствах, подавив восстание Святого Воинства и объявив амнистию сторонникам своего дяди. Во время правления Джейехериса при участии септона Барта был создан Великий кодекс (сборник законов), были проложены основные дороги.
Король был женат на своей сестре Алисанне Доброй, хотя против этого брака выступала его мать. Он пережил старших сыновей (Эйемон погиб от стрелы мирийского арбалетчика, Бейелон умер от болезни). Младший сын Джейехериса Вейгон стал архимейстером Цитадели; одна из дочерей, Сейра, бежала в Лис в Эссосе и стала куртизанкой, а другая, Визерра, погибла из-за несчастного случая. Великий совет, созванный в 101 году от З. Э. в Харренхолле, избрал наследником престола внука Джейехериса — принца Визериса. Последним десницей короля стал вассал Тиреллов из Староместа Отто Хайтауэр, чья дочь Алисента стала сиделкой при Джейхейрисе. Старый Король умер мирно в своей постели, пережив жену на три года.

## В книгах и изобразительном искусстве
Джейехерис стал одним из центральных персонажей книги Джорджа Мартина «Пламя и кровь», написанной в формате псевдохроники. Его изобразили на своих рисунках художники-иллюстраторы Магали Вильнёв и Даг Уитли. Джейехерис появляется в первом эпизоде сериала «Дом Дракона», «Наследники Дракона», где его сыграл Майкл Картер.

## Оценки персонажа
Специалисты считают историческим прототипом Таргариенов датских викингов, завоевавших в IX веке существенную часть Англии. Образ Джейехериса может быть основан на биографиях двух английских королей — Генриха I Боклерка и Эдуарда III Плантагенета. Изображённая Мартином практика женитьбы правителя на родной сестре, сыгравшая важную роль в судьбе Джейехериса, по-видимому, является отсылкой к Древнему Египту.
Джейехериса относят к «самым талантливым и выдающимся представителям династии Таргариенов». При этом учёные констатируют, что не стоит преувеличивать значение той попытки кодифицировать право, которую Мартин приписывает Джейехерису. Доказательства тому — сохранившееся в обществе стремление к «старым законам», оговорки, связанные с Дорном.